# Svip Rocks
Die Svip Rocks (norwegisch Svip Klippene) sind eine Gruppe submariner Klippenfelsen im Archipel der Südlichen Shetlandinseln. Sie liegen 18 km westnordwestlich von Rugged Island.
Der norwegische Walfangunternehmer August Fredrik Christensen (1888–1959) kartierte und benannte sie zwischen 1908 und 1909 von Bord des Schiffs Vesterlide. Namensgeber ist das norwegische Walfangschiff Svip, das zu Christensens Flotte gehörte und zu jener Zeit in den Gewässern um die Südlichen Shetlandinseln operierte. Das Advisory Committee on Antarctic Names übertrug die Benennung 1952 ins Englische.